# Sinfonía n.º 5 (Bruckner)

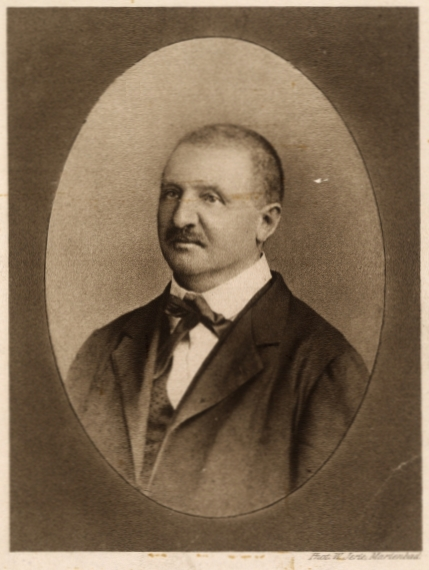
Bruckner en 1873.

La Sinfonía n.º 5 en si bemol mayor, WAB 105 fue compuesta por Anton Bruckner entre 1875 y 1876. Fue sometida a un extenso proceso de revisión que terminó en 1896, lo cual fue una práctica común en la producción sinfónica del maestro austríaco. La partitura está dedicada a Karl von Stremayr, político del imperio austrohúngaro.

## Historia

### Composición
La composición de esta pieza se desarrolló entre 1875 y 1896, periodo en el cual la obra experimentó un largo proceso de revisión. Esta obra emerge como un bloque monumental en la vecindad de las sinfonías anteriores y de la Sinfonía n.º 6, Bruckner creó una obra muy personal, de una persona solitaria, de una persona profundamente arraigada en la fe. Su dependencia de las composiciones masivas se eliminó cuando compuso la n.º 5 y se eliminó por completo una cierta dependencia de Wagner, como había sido el caso con la Sinfonía n.º 3. 
La posteridad ocasionalmente le asignó a la obra nombres como Sinfonía "de la Fe" o "Católica". El mismo compositor la describió como la “Fantástica” o su “obra maestra contrapuntística”. Sin embargo, la más simple tipificación como sinfonía es suficiente. Las ahora enormes dimensiones cronológicas de la composición encuentran su correspondencia más tarde sólo una vez en la Sinfonía n.º 8, de la que difiere fundamentalmente.

#### Versión original de 1876
La versión original fue compuesta entre febrero de 1875 y mayo de 1876. Entre 1877 y principios de 1878 Bruckner llevó a cabo una revisión en varias fases, realizando los retoques sobre la primera versión. Una partitura autógrafa se conserva en la Biblioteca Nacional de Austria bajo la denominación Mus.Hs.19477 y se puede consultar en línea. Por esta razón resulta casi imposible desentrañar la versión más antigua de la pieza. Haas abordó un tratamiento parcial de esta versión en su Vorlagenbericht o informe de presentación. Aaron Snyder y William Carragan hicieron una reconstrucción del inicio de la coda del Finale, que conduce al coral de cierre, basándose en los detalles dados por Haas en el Vorlagenbericht. En 2008 Takanobu Kawasaki pudo ensamblar las concepciones originales de la sinfonía (1875-1877) partiendo de los manuscritos Mus.Hs.19477 y Mus.Hs.3162 custodiados en la Biblioteca Nacional de Austria. Esta reconstrucción fue grabada por Akira Naito con la Orquesta de la Nueva Ciudad de Tokio. En opinión de John F. Berky, esta grabación "es el mejor CD disponible para presentar algunas de las primeras ideas de Bruckner para esta enorme sinfonía".

#### Versión de 1878
En noviembre de 1878 el maestro autríaco concluyó una profunda revisión de la obra. Según Carragan, las diferencias entre las partituras de 1876 y 1878 son similares en escala a las diferencias entre las versiones de 1866 y 1877 de la Sinfonía n.º 1. Se puede reconstruir a partir de la partitura autógrafa y de la copia que Bruckner le regaló a Stremayr, dedicatario de la obra. La copia que contiene la dedicatoria junto con una firma autógrafa del compositor se encuentra en la Biblioteca Nacional de Austria bajo la denominación Mus.Hs.6064. Recientemente se ha encontrado otra copia de la partitura también en Biblioteca Nacional de Austria bajo la denominación Mus.Hs.36693. Este documento contiene algunas revisiones hechas por Bruckner, probablemente a finales de la década de 1880 o principios de la de 1890. Aunque este manuscrito es inédito, algunas de las modificaciones del compositor pueden encontrarse en la primera edición de 1896. Esta es la versión que más se interpreta actualmente.
Ediciones: 
- Edición de Robert Haas de 1935: primera edición crítica preparada para la primera Bruckner Gesamtausgabe (BGA) o Edición completa de Bruckner.
- Edición de Leopold Nowak de 1951: segunda edición crítica publicada por Nowak, sucesor de Haas como director de la Bruckner Gesamtausgabe. No presenta diferencias significativas con respecto a la anterior.

#### Versión de 1896

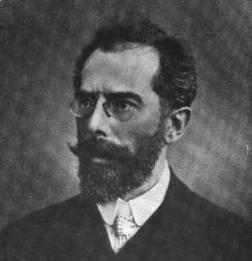
Franz Schalk.

La edición de 1896 difiere considerablemente de la versión de 1878. A excepción de las revisiones de Bruckner tomadas de Mus.Hs.36693, existen pruebas razonables de que casi todas las demás revisiones de la primera impresión fueron realizadas por Franz Schalk antes del estreno en 1894. Desgraciadamente el Stichvorlage o copia del grabador de la partitura, que podría mostrar más definitivamente el grado de implicación de Bruckner, no se conserva. Schalk abrevió el Scherzo y en el Finale recortó 122 compases. Transformó la instrumentación para hacerla sonar más wagneriana. Los cambios más significativos aparecen en la extensa coda del Finale, donde añadió platillos y triángulo; además dobló los metales para dar mayor brillo y potencia al pasaje. Esta tradición sobrevivió a las posteriores ediciones, y en ocasiones se conocía a este grupo suplementario de instrumentistas como "los once apóstoles". Esta versión no tiene relevancia alguna en la práctica interpretativa, ya que la versión de 1878 ha prevalecido con el tiempo.
Ediciones: 
- Edición de Ludwig Doblinger de 1896: fue la primera edición de la obra. Dado que incluye las revisiones de Bruckner en Mus.Hs.36693, se trata de una edición de la versión de hacia 1890 con modificaciones de Schalk.

### Estreno y publicación
La primera interpretación pública fue llevada a cabo en abril de 1887 en la Bösendorfersaal de Viena por parte de Joseph Schalk y Franz Zottmann, en forma de transcripción para dos pianos. El estreno orquestal se celebró el 8 de abril de 1894 en Graz por la Orquesta de la ciudad de Graz bajo la dirección de Franz Schalk. Bruckner no estuvo presente porque se encontraba gravemente enfermo y nunca pudo escuchar su sinfonía interpretada por una orquesta. Schalk interpretó la obra en un arreglo muy diferente de la versión de 1878.

La primera edición de la pieza fue llevada a cabo en 1896 por el editor Ludwig Doblinger en Viena, que publicó el arreglo estrenado por Schalk. 

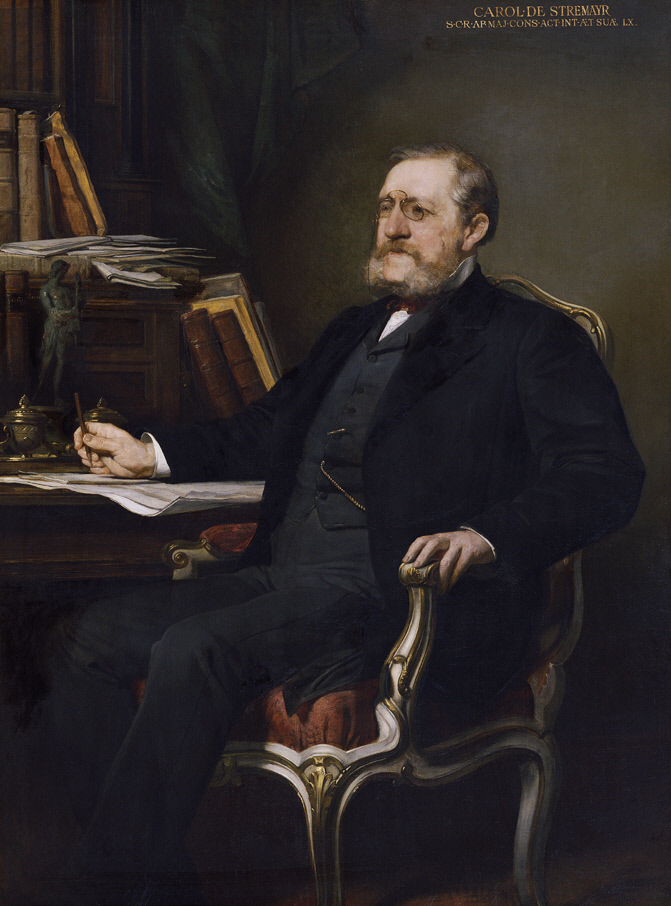
Karl von Stremayr en 1882, dedicatario de la pieza.

La dedicatoria de esta partitura fue para Karl von Stremayr, Ministro de Cultura y Educación del imperio austrohúngaro. Esta información se conoció en 1904, porque Emil Hardt encontró en la propiedad de su difunto suegro Karl Ritter von Stremayr una partitura manuscrita magníficamente decorada de la Sinfonía n.º 5 de Anton Bruckner con la dedicatoria expresa a Karl Ritter von Stremayr. En ese momento, aún no se conocía esta dedicatoria. Fechada el 4 de noviembre de 1878 (día de la onomástica de Stremayr), probablemente en agradecimiento por haber confirmado su nombramiento como profesor de la Universidad de Viena. En ese momento no se sabía por qué faltaba esta dedicatoria en la partitura, que no se imprimió hasta después de la muerte del compositor. Si la partitura gigante lujosamente encuadernada que encontró Hardt había sido manuscrita por el propio Bruckner, lo que debía haber causado un enorme esfuerzo al compositor con la ejecución limpia de este ejemplar, estaba tan sin resolver en ese momento como la cuestión de si realmente podría ser la primera transcripción de la partitura.

## Instrumentación
La partitura está escrita para una orquesta formada por:
- Viento madera: 2 flautas, 2 oboes, 2 clarinetes en si bemol, 2 fagotes.
- Viento metal: 4 trompas en fa, 3 trompetas en fa, 3 trombones (alto, tenor y bajo), [1 tuba].
- Percusión: timbales.
- Cuerda: una sección de cuerdas con violines I y II, violas, violonchelos y contrabajos.

La tuba fue añadida en la revisión de 1878, según la edición crítica de Nowak, al mismo tiempo que se añadió en la Sinfonía n.º 4.

## Estructura y análisis
La sinfonía consta de cuatro movimientos:
- I. Introduction. Adagio – Allegro, en si bemol mayor 2
2
- II. Adagio. Sehr langsam, en re menor 2
2
- III. Scherzo. Molto vivace (Schnell), en re menor 3
4 – Trio. Im gleichen tempo, en si bemol mayor 2
4
- IV. Finale. Adagio – Allegro moderato, en si bemol mayor 2
2

La interpretación de esta obra dura aproximadamente entre 70 y 75 minutos. Los movimientos primero, segundo y cuarto comienzan con cuerdas en pizzicato, mientras que el Scherzo lo hace con cuerdas en staccato, pero en todos los casos compartiendo figuras simétricas en la melodía. El material básico del movimiento lento y del Scherzo son muy similares, aunque, por supuesto, en diferentes ritmos y tempi, y con diferentes desarrollos. El Finale se abre de forma análoga al primer movimiento, y en su introducción incorpora citas temáticas de los movimientos anteriores (a la manera de la Sinfonía n.º 9 de Beethoven), a la vez que comienza a introducir nuevo material, que pronto se convierte en el tema principal del Allegro moderato, otra forma sonata que contiene secciones fugadas y corales de elaborado contrapunto.

### I.Introduction. Adagio – Allegro
El primer movimiento, Introduction. Adagio – Allegro, está escrito en la tonalidad de si bemol mayor, en compás alla breve y responde a una forma sonata con introducción.
- La introducción, marcada Adagio, es lenta y majestuosa generando una atmósfera devocional. Se abre con el pizzicato de los contrabajos en tónica. Le sigue un solemne coral de cuerdas que se desvanece en fa mayor, se detiene brevemente y comienza un ascenso al unísono a sol bemol, que conduce a un solemne coro de metales y se cierra en la. Luego, una repetición ascendente al unísono en si bemol, otro coral de metales, esta vez terminando en mi. Entonces se alcanza el clímax impresionante de la introducción en la mayor con un aumento brillante. El frenesí del sonido se interrumpe para introducir el tema principal del Allegro. Esta introducción define la base temática de toda la sinfonía y constituye un rasgo único en la producción sinfónica bruckneriana que también emplea en el Finale de su Sinfonía en re menor.
- La exposición, marcada Allegro, consta de tres temas, lo cual es un recurso arquitectónico habitual en Bruckner desde la Sinfonía de estudio.
  - El primer tema contiene una figura en ritmo con puntillo en ostinato. Tras la repetición habitual por parte del tutti, el flujo del tema se detiene.
  - El segundo tema, en fa menor, arranca como un episodio coral amortiguado y discreto en acordes de pizzicato en las cuerdas.
  - El tercer tema, en re bemol mayor, se inicia en las maderas con un tema melodiosamente ascendente.
  - Un epílogo y una coda cierran la exposición con pasajes de trémolo en la trompa.
- El desarrollo es anunciado por el diálogo entre la trompa y la flauta. De nuevo la implacabilidad del motivo con puntillo se vuelve obsesiva e incluso sigue dominando la colosal coda. Contiene un amplio despliegue del tema principal en un hábil contrapunto, que recuerda a las fanfarrias de metales de la introducción. Un gran crescendo conduce a la siguiente sección.
- La recapitulación se acorta y tiene un poderoso apéndice de movimiento que comienza con un ostinato de bajo similar al de la introducción. En la conclusión suena el tema principal en fortissimo en tónica reminiscencia de la introducción, mientras que de fondo se escuchan metales atronadores, redoble de timbales y se cierra al unísono.

Introducción:

Primer tema:

Segundo tema:

Tercer tema:

### II.Adagio. Sehr langsam
El segundo movimiento, Adagio. Sehr langsam (Muy lento), está en re menor y en compás alla breve. Estructuralmente adopta la forma de lied (A–B–A–B–A'') basado en dos temas:
- El primer tema es una melodía lánguida y elocuente en ritmo binario tocado por el oboe sobre un acompañamiento de tresillos de negra en pizzicato tocado por las cuerdas graves. Los saltos de séptima tienen un efecto sorprendente a medida que avanza la obra. La base de tresillos más adelante será esencial en el Scherzo.
- El segundo tema, marcado Sehr kräftig, markig (Muy fuerte, enérgico), es de una exquisita belleza que se intensifica en la segunda parte a través de los acordes de acompañamiento de la melodía delicadamente pincelados. La conexión rítmica entre este acompañamiento y el principio del Allegro inicial se hace evidente cuando llega el segundo tema, expresado en armonías ricas y profundas para toda la cuerda.

A medida que el movimiento progresa los dos grupos temáticos son revisados sucesivamente, mientras Bruckner explora al máximo sus posibilidades contrapuntísticas. 

Primer tema:
Segundo tema:

### III.Scherzo. Molto vivace (Schnell) – Trio. Im gleichen tempo
El tercer movimiento lleva la indicación Scherzo. Molto vivace (Schnell) – Trio. Im gleichen tempo, que significa "Scherzo. Muy rápido (rápido) – Trio. En el mismo tempo". Está de nuevo en re menor, en compás de 3/4 y responde a una forma ternaria A-B-A de scherzo con trío.
- Sección A: El Scherzo es bastante extenso y se estructura como una forma sonata de tres temas en lugar de la forma binaria habitual. La mayor parte del material de esta sección ya se ha escuchado previamente en la sinfonía. Se inicia con la melodía introductoria del Adagio en pizzicato, que se emplea aquí a un tempo rápido y ahora tocada con el arco. El tema principal se escucha inmediatamente en las maderas y muy pronto arranca el segundo tema, un Ländler en fa mayor. Más tarde reaparece el primer tema, aunque el tema de Ländler nunca se olvida. La primera sección A se cierra en re mayor.
- Sección B: El trío, en si bemol mayor y en 2/4, es breve y contrasta con su carácter alegre, parecido a una marcha. Rápidamente conduce a la repetición de la sección A.
- Sección A: Finaliza con la vuelta da capo al Scherzo.

Scherzo:

Trío:

### IV.Finale. Adagio – Allegro moderato
El cuarto y último movimiento, Finale. Adagio – Allegro moderato, retoma la tonalidad inicial y el compás alla breve. El Finale trae el comienzo de la introducción del movimiento inicial en una forma un tanto abreviada, pero ya con inserciones de octava por parte del clarinete como anticipación del tema principal, que es entonado por el clarinete solo tras una breve pausa. Los comienzos del Allegro inicial y del Adagio suenan bastante similares a los de la Sinfonía n.º 9 de Beethoven, antes de que el tema principal tome finalmente el protagonismo en estilo fugato. El segundo tema, que recuerda al Ländler del Scherzo en sentido ascendente inicial, tiene un carácter encantador, es expansivo y conduce, con una inserción del primer tema, al coro de metales del tercer tema. A partir de la solemne conclusión de este tercer grupo temático se desarrolla la doble fuga con dos temas. La sección está muy hábilmente elaborada, ampliada y en el arreglo de Franz Schalk fue acortada por completo con la supresión de la recapitulación del segundo tema. Con la recuperación de la versión original se han restablecido las proporciones correctas y las conexiones lógicas. La obra finaliza con una espléndida apoteosis del tema del coral de metales, seguida del tema principal del movimiento de apertura.

Primer tema:
Segundo tema:
Tercer tema:

## Interpretación de Jochum

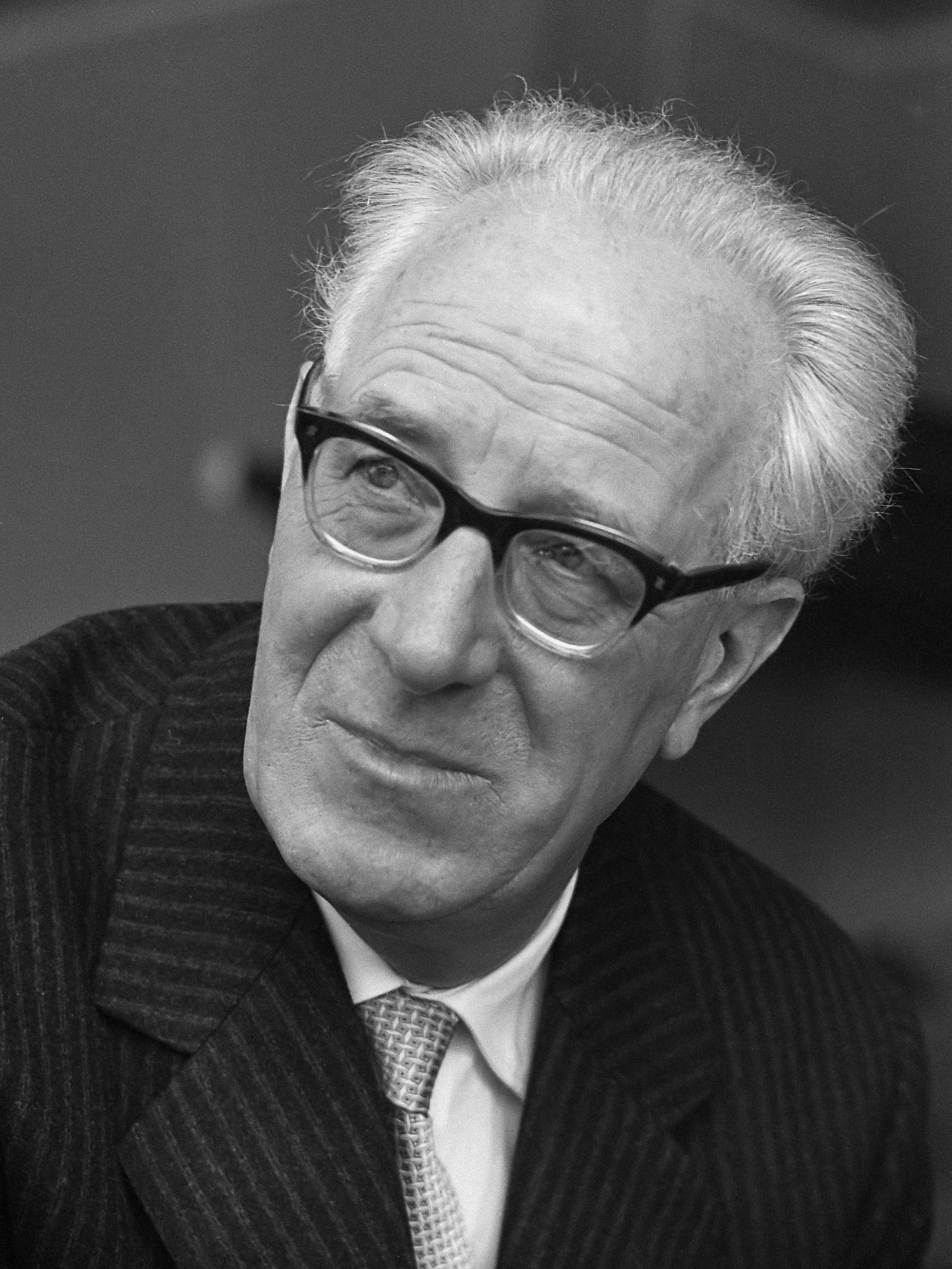
Eugen Jochum.

El destacado director de orquesta y especialista de Bruckner, Eugen Jochum, escribió en detalle sobre los desafíos interpretativos de la sinfonía y señaló que, en contraste con la Sinfonía n.º 7, "el clímax... no está simplemente en el último movimiento, sino en el coral... Los movimientos primero, segundo y tercero parecen casi una... vasta preparación... El carácter preparatorio se aplica especialmente al primer movimiento [cuya] introducción... es una base a gran escala... destinada a soportar el peso de los cuatro movimientos". Como evidencia, detalló la forma en que los materiales temáticos de la introducción funcionan en los movimientos posteriores, y dijo que el intérprete "debe dirigir todo hacia el Finale... y mantener continuamente algo en reserva para la conclusión".
Jochum también detalló el tempo y sus relaciones y modificaciones como un elemento para lograr la unidad y la dirección general, y consideró la introducción del primer movimiento como el "tempo fundamental". Además, escribió que en la doble fuga del Finale, "no es suficiente resaltar los temas como tales [porque] las partes secundarias serían demasiado ruidosas". Para obtener la claridad contrapuntística deseada, detalló las sutilezas dinámicas requeridas.

## Discografía selecta
La primera grabación parcial de la sinfonía fue realizada por Dol Dauber con su orquesta de salón en 1928 para HMV; incluía solo el Scherzo, en un arreglo de la edición Schalk. La primera grabación de la obra completa fue realizada por Karl Böhm con la Dresden Staatskapelle en 1937 utilizando la edición de Haas. Böhm nunca volvió a esta música. Jochum realizó cuatro grabaciones comerciales: la edición de Haas en 1938 con la Filarmónica de Hamburgo para Telefunken; y la edición de Nowak en 1958 con la Orquesta Sinfónica de la Radio de Baviera para DG, en 1964 con la Orquesta del Concertgebouw para Philips, y en 1980 con la Dresden Staatskapelle para EMI. El director Kenneth Woods en su ensayo sobre Jochum cita a Herbert Glass: "la Quinta le retaba [a Jochum] y consideraba cada una de sus actuaciones como una interpretación nueva. En los ensayos, tales dudas podrían poner a prueba la paciencia de una orquesta: esto a pesar de su trato cortés y respetuoso de los músicos".
También es digno de mención Bernard Haitink, quien ha grabado la sinfonía comercialmente tres veces. En 1971 grabó la edición de Haas con su Orquesta del Concertgebouw para Philips. En 1988 volvió a la edición de Haas, esta vez con la Filarmónica de Viena. En 2010 grabó la edición de Nowak con la Orquesta Sinfónica de la Radio de Baviera para BR Klassik; esta grabación se ha ganado especial estima. Sergiu Celibidache, Herbert von Karajan, Stanisław Skrowaczewski, Herbert Blomstedt y Daniel Barenboim se encuentran entre otros destacados contribuyentes a la discografía de esta pieza. Takashi Asahina, el músico con más grabaciones de Japón, la grabó en numerosas ocasiones. Norman Lebrecht ha destacado la grabación de Georg Tintner en Naxos como uno de los 100 mejores discos del siglo y le atribuye el cambio de actitud de los críticos hacia ese sello discográfico: "En realidad, suena como si Tintner hubiera estado esperando toda su vida para dar esta actuación."
A continuación se cita una selección de grabaciones de las distintas versiones de la sinfonía.
- 1937 – Karl Böhm, Orquesta Estatal Sajona de Dresde (Electrola DB 4486-4494).
- 1938 – Eugen Jochum, Orquesta Filarmónica de Hamburgo (Telefunken E 2672/80).
- 1942 – Wilhelm Furtwängler, Orquesta Filarmónica de Berlín (Testament).
- 1954 – Herbert von Karajan, Orquesta Sinfónica de Viena, en vivo (Orfeo C 231 901 A).
- 1956 – Hans Knappertsbusch, Orquesta Filarmónica de Viena (Decca), edición de 1896.
- 1958 – Eugen Jochum, Orquesta Sinfónica de la Radio de Baviera (DG).
- 1959 – Eduard van Beinum, Orquesta Real del Concertgebouw (Philips 456 249-2).
- 1959 – Hans Knappertsbusch, Orquesta Filarmónica de Munich, en vivo (Frequenz 051-038).
- 1961 – Franz Konwitschny, Orquesta de la Gewandhaus de Leipzig (Berlin Classics BC 2079-2).
- 1964 – Eugen Jochum, Orquesta Real del Concertgebouw (Philips). Grabado en la iglesia de la Abadía de Ottobeuren.
- 1967 – Otto Klemperer, New Philharmonia Orchestra (EMI).
- 1969 – Herbert von Karajan, Orquesta Filarmónica de Viena, en vivo en Salzburgo (Andante AND 2060).
- 1970 – Lovro von Matačić, Orquesta Filarmónica Checa (Denon). Utiliza la versión de 1878, pero en la coda del Finale usa la edición de 1896.
- 1971 – Jascha Horenstein, Orquesta Sinfónica de la BBC (BBC).
- 1971 – Bernard Haitink, Orquesta Real del Concertgebouw (Philips 6725 021).
- 1974 – Günter Wand, Orquesta Sinfónica de la Radio de Colonia, en vivo (DHM 1C 153 19 9670-3).
- 1976 – Herbert von Karajan, Orquesta Filarmónica de Berlín (DG 2707 101).
- 1977 – Daniel Barenboim, Orquesta Sinfónica de Chicago (DG 2707 113).
- 1980 – Eugen Jochum, Orquesta Estatal Sajona de Dresde (EMI CZS 7 62935-2).
- 1980 – Georg Solti, Orquesta Sinfónica de Chicago (Decca D221D-2).
- 1981 – Sergiu Celibidache, Orquesta Sinfónica de la Radio de Stuttgart, en vivo (DG 459 666-2).
- 1985 – Sergiu Celibidache, Orquesta Filarmónica de Múnich (DVD Arthaus Musik).
- 1986 – Eugen Jochum, Orquesta Real del Concertgebouw (Tahra). Grabación del último concierto de Jochum.
- 1988 – Bernard Haitink, Orquesta Filarmónica de Viena (Philips).
- 1989 – Günter Wand, Orquesta Sinfónica de la NDR (BMG).
- 1990 – Kurt Eichhorn, Orquesta Sinfónica de la Radio de Baviera, en vivo en St Florian (Capriccio 10 609).
- 1991 – Riccardo Chailly, Orquesta Real del Concertgebouw (Decca 433 819-2).
- 1991 – Günter Wand, Orquesta Sinfónica Alemana de Berlín, en vivo (Profil Hänssler PH 09042).
- 1991 – Daniel Barenboim, Orquesta Filarmónica de Berlín (Warner Classics).
- 1993 – Sergiu Celibidache, Orquesta Filarmónica de Múnich (EMI).
- 1993 – Claudio Abbado, Orquesta Filarmónica de Viena, en vivo (DG 445 879-2).
- 1998 – Takashi Asahina, Orquesta Filarmónica de Osaka, en vivo en Tokyo FM (TFMC-0005).
- 1996 – Takeo Noguchi, Furtwängler Institute Philharmonic Tokyo, en vivo (Wing WCD 115).
- 1996 – Günter Wand, Orquesta Filarmónica de Berlín, en vivo (RCA 09026-68503-2).
- 1996 – Stanisław Skrowaczewski, Orquesta Sinfónica de la Radio de Saarbrücken (Oehms OC 214).
- 1996 – Georg Tintner, Royal Scottish National Orchestra (Naxos 8.553452).
- 1998 – Leon Botstein, Orquesta Filarmónica de Londres (Telarc CD 80509).
- 1999 – Giuseppe Sinopoli, Orquesta Estatal Sajona de Dresde (DG).
- 2004 – Nikolaus Harnoncourt, Orquesta Filarmónica de Viena (BMG).
- 2004 – Christian Thielemann, Orquesta Filarmónica de Múnich, en vivo (DG 477 537-7).
- 2006 – Dennis Russell Davies, Orquesta Bruckner de Linz (Arte Nova 88697 74977-2).
- 2010 – Bernard Haitink, Orquesta Sinfónica de la Radio de Baviera, en vivo (BR Klassik SACD 900109).
- 2010 – Herbert Blomstedt, Orquesta de la Gewandhaus de Leipzig (Querstand).
- 2011 – Claudio Abbado, Orquesta del Festival de Lucerna (Accentus Video ACC 20243).
- 2013 – Gerd Schaller, Philharmonie Festiva (Profil Hänssler PH 14020).
- 2013 – Christian Thielemann, Orquesta Estatal Sajona de Dresde (C Major Video CME 717808).
- 2013 – Nikolaus Harnoncourt, Orquesta Real del Concertgebouw (RCO Live Video 14103).
- 2015 – Stanisław Skrowaczewski, Orquesta Filarmónica de Londres, en vivo (LPO 0090).
- 2015 – Simone Young, Orquesta Filarmónica de Hamburgo, en vivo (Oehms OC 689).